# Wittmoldt
Wittmoldt er en by og kommune i det nordlige Tyskland, beliggende i Amt Großer Plöner See under Kreis Plön. Kreis Plön ligger i den østlige/centrale del af delstaten Slesvig-Holsten.

## Geografi
Wittmoldt er beliggende ved floden Schwentine omkring 3 km vest for Plön. Ved kommunens østende løber Bundesstraße 76. De europæiske fjernvandreveje E1 og E6 går gennem Wittmoldt.
Kommunen er præget af landbrug, som omfatter 78 % af arealet, Skove og vandflader omfatter 17 %  I kommunen ligger Güsdorfer Teiche hvor der findes den største indenlandske skarvkoloni i Slesvig-Holsten, med 392 ynglepar (2012).